# Hussein I de Jordània
Hussein bin Talal o Hussein I de Jordània (àrab: حسين بن طلال, Ḥusayn b. Ṭalāl) (Amman, Jordània, 14 de novembre de 1935 - Rochester, EUA, 7 de febrer de 1999) fou rei de Jordània entre 1952 i 1999.

## Biografia
Nasqué l'11 d'agost de 1935 sent el fill gran del rei Talal de Jordània. Després de completar els seus estudis secundaris a Jordània, completà la seva educació al Victoria College d'Alexandria i a la Harrow School de Londres, per finalitzar els seus estudis militars a l'acadèmia anglesa Royal Military Academy Sandhurst.

## Ascensió al tron
El 20 de juliol de 1951 el rei Abdullah I viatjà amb el seu net, Hussein, fins a Jerusalem, on fou assassinat pels trets indiscriminats del coronel Abdallah Tell, antic governador militar de Jerusalem, i el Dr. Musa Aballah Husseini, davant la mesquita d'Al-Aqsa. La tradició explica que Hussein aconseguí salvar-se gràcies a una medalla que el seu pare Talal li havia regalat dies abans i que parà el tret que anava dirigit a ell. Immediatamenbt Talal I fou coronat rei de Jordània, però es veié obligat a abdicar un any després a conseqüència d'unes condicions mentals febles en favor del seu fill, el príncep Hussein de Jordània. Aquest fou escollit rei l'11 d'agost de 1952, amb 16 anys, i entronitzat el 2 de maig de 1953.

## Regnat

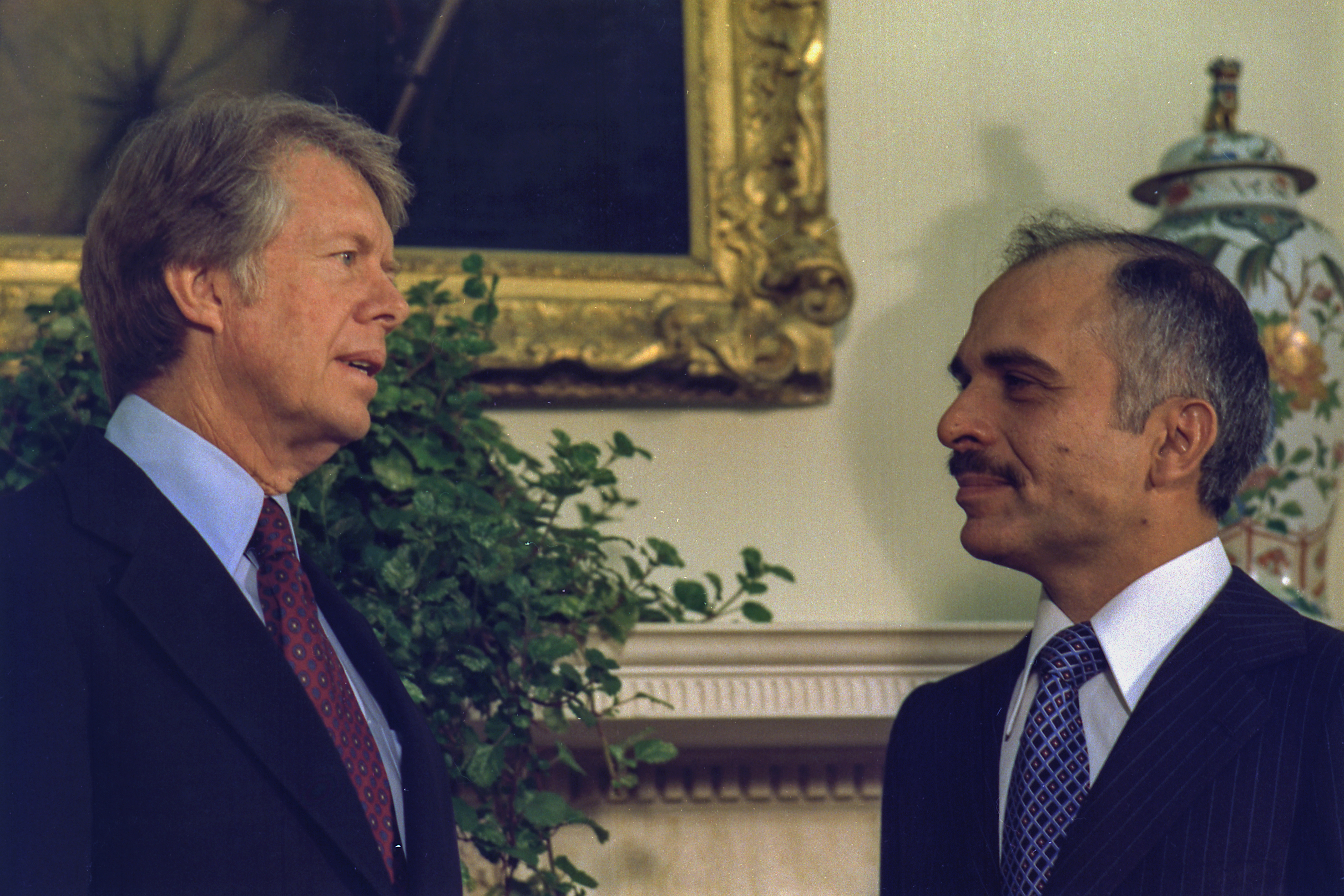
Imatge de Hussein I de Jordània amb Jimmy Carter el 1977

Als inicis del seu regant veié com Jordània romania com un dels santuaris més importants pels musulmans així un dels protectorats més duradors de l'Orient Pròxim. Així mateix estigué marcat pels esdeveniments del setembre negre a Jordània, mitjançant el qual el rei es veié obligat a explusar del país l'Organització per l'Alliberament de Palestina (OAP).
Durant la Guerra del Golf no s'alineà al costat dels Estats Units i la resta del món àrab contra Saddam Hussein, al·legant problemes interns polítics (una possible rebel·lió contra el seu tron).
El 1994 aconseguí un acord amb el veí estat d'Israel per aconseguir establir relacions diplomàticques, unes negociacions que s'iniciaren durant la dècada de 1970, després de la desfeta del món àrab durant la guerra del Iom Kippur. El 1995 li fou concedit el Premi Príncep d'Astúries de la Concòrdia pels seus esforços en la consecució de la pau.

## Núpcies i descendents
Casat en primeres núpcies el 19 d'abril de 1955 amb Sharifa Dina bint 'Abdu'l-Hamid, cosina tercera del rei Talal. Es separaren el 1956 i divorciaren el 1957. D'aquest matrimoni tingueren una filla.
- la princesa Alia bint Al Hussein de Jordània (1956).

Casat en segones núpcies el 25 de maig de 1961 amb Antoinette Avril Gardiner (Toni Gardiner), que rebé el nom de Muna al-Hussein un cop casada. Es divorciaren el 1972, i tingueren 4 fills:
- el príncep Abdallah II de Jordània (1962), rei de Jordània
- el príncep Faisal bin al-Hussein de Jordània (1963).
- la princesa Aisha bint Hussein de Jordània (1968).
- la princesa Zein bint Hussein de Jordània (1968).

Casat en terceres núpcies el 24 de desembre de 1972 amb Alia Baha el-Din Toukan. Morta en un accident d'helicòpter el 1977, tingueren 2 fills naturals:
- la princesa Haya bint Hussein de Jordània (1972), casada amb Mohammed bin Rashid Al Maktoum, emir de Dubai.
- el príncep Ali bin Hussein de Jordània (1975).
- Abir Muhaisen (1972), adoptat el 1976.

Casat en quartes núpcies el 15 de juny de 1978 amb Lisa Najeeb Halaby, convertida a l'islam amb el nom de Noor al-Hussein. D'aquesta unió nasqueren:
- el príncep Hamzah bin al Hussein de Jordània (1980).
- el príncep Hashim bin al Hussein de Jordània (1981).
- la princesa Iman bint Hussein de Jordània (1983).
- la princesa Raiyah bint Hussein de Jordània (1986).

## Mort
Hussein I morí el 7 de febrer de 1999 a Rochester, Minnesota, EUA, com a conseqüència d'un càncer limfàtic. Just abans de morir canvià la Constitució jordana per designar el seu fill gran, el príncep Abdallah de Jordània, com el seu hereu en substitució del seu germà Hassan.